# Cheekha Dar
36°46′N 44°55′Ø / 36.767°N 44.917°Ø
Cheekha Dar er det kurdiske navn for det bjerg, som menes at være det højeste i Irak.
Det menes at være 3.611 m højt. Bjerget ligger 6 kilometer nord for landsbyen, Gundah Zhur, som ligger i det vestlige Iran.
Det blev besteget i november 2004 af den engelske opdagelsesrejsende, Ginge Fullen. 